# 리스-에스코 전투
리스강-에스카우트강 전투는 제2차 벨기에 전투(프랑스어: 2ème Bataille de Belgique) 또는 이프르-리스 공세의 세 번째이자 마지막 단계였으며, 1918년 10월 20일부터 11월 11일까지 벨기에에서 일어났다.

## 배경
1918년 8월, 연합군 사령부는 서부 전선에서 공세를 시작했다. 벨기에에서는 알베르 1세 국왕의 지휘 하에 프랑스군 장군 장 데구트가 참모총장으로 있는 플랑드르군 집단(GAF)이 창설되었는데, 이 집단은 벨기에군 12개 사단, 영국 제2군 10개 사단, 프랑스 제6군 6개 사단으로 구성되었다.
공세의 첫 단계에서, 독일 제4군은 제5차 이프르 전투에서 패배했다.(9월 28일 – 10월 2일) 파스샹달은 재탈환되었다. 흙탕물과 보급 시스템의 붕괴로 인해 10월 초에 진격이 멈췄지만, 중순경 GAF는 공세의 두 번째 단계인 쿠르트레 전투를 시작했다. 프랑스군은 루슬라르를 점령했고, 벨기에군은 오스텐더, 브뤼허, 제브뤼허를 점령했으며, 영국군은 쿠르트레, 릴, 두에를 점령했다.
진격으로 인해 연합군 병사들은 지쳤고, 미국 육군의 제37보병사단과 제91보병사단이 벨기에로 파견되어 공세의 세 번째 단계를 지원했다. 이 단계의 목표는 독일군을 에스카우트 강(스헬더강) 동쪽으로 몰아내는 것이었다.

## 연합군 전투 서열 (북쪽에서 남쪽으로)
다음 병력이 연합군에 배정되었다. 69
- 벨기에군 (알베르 1세 국왕)
  - 12개 사단
- 프랑스 제6군 (앙투안 보쉐롱 드 부아수디)
  - 제34군단 (알퐁스 뉘당 중장)
    - 프랑스 제77사단
    - 프랑스 제70사단
    - 프랑스 제11사단

  - 제30군단 (이폴리트-알퐁스 페네 중장)
    - 프랑스 제12보병사단
    - 미국 제37사단

  - 제7군단 (앙드레 마스네 중장)
    - 프랑스 제128사단
    - 미국 제91사단
    - 프랑스 제41사단
- 영국 제2군 (헐버트 플러머 장군)
  - 10개 사단

## 전투
북쪽에서 독일군은 데인저-브뤼허 운하 뒤에 진지를 구축하고 10월 20일부터 31일까지 벨기에군의 공격에 격렬하게 저항했다.
11월 2일, 독일군은 헨트-테르뇌젠 운하로 후퇴해야 했고, 그곳을 전쟁이 끝날 때까지 지켰다. 11월 10일까지 벨기에군은 헨트 서쪽 외곽에 도달했다.
남쪽에서 영국군은 꾸준히 진격했다. 발랑시엔은 11월 2일에 함락되었고, 11월 10일에는 몽스에 도달했다. 이곳에서 조지 에드윈 엘리슨과 조지 로렌스 프라이스가 전사했다. 이들은 제1차 세계 대전 중 전사한 마지막 영국군 및 영국 제국 병사들이었다.
중앙에서 미국 제91사단은 바레험 근처 스피탈스 보스헨에서 독일군의 강력한 저항으로 인해 막대한 손실을 입었다. 프랑스 제6군과 미국 제37사단은 리스강과 에스카우트강 사이에서 비교적 쉽게 진격했지만, 11월 1일에 에스카우트강에 도달했을 때 강력한 저항에 부딪혔다. 11월 1일 밤부터 2일 새벽까지 강을 건너려는 몇 차례의 시도는 실패했으며, 오직 미국 제37사단만이 아우데나르더에서 교두보를 확보하는 데 성공했다.
11월 3일부터 8일까지 연합군은 병력을 재편성하고 휴식을 취할 수밖에 없었다. 11월 8일과 9일에 프랑스군은 새로운 공격을 시작했지만 독일군에 의해 격퇴당했다. 그러나 이 공격으로 인해 아우데나르더와 멜덴 사이에 새로운 교두보가 생겼다.

## 여파
에스카우트 강을 건너 브뤼셀까지 진격하려는 새로운 공세가 11월 10일로 계획되었으나, 휴전이 임박한 것이 확실해지자 취소되었다.
독일군의 후퇴는 패주가 아니었고, 매우 기동성이 뛰어난 "기관총 중대"가 진격하는 연합군을 공격하여 많은 사상자를 발생시키며 비교적 잘 조직화되었다. 예를 들어, 벨기에군은 1918년 10월 4일부터 11월 11일 사이에 병력의 5분의 1을 잃었는데, 이는 전쟁 전체 동안 입은 손실의 3분의 1에 해당한다.
갑작스러운 전쟁의 종전은 많은 연합군 병사들뿐만 아니라 독일군 병사들에게도 놀라움을 안겨주었다. 이는 독일군이 전장에서 패배한 것이 아니라, 국내 전선에서 사회주의자와 유대인 정치인들에게 배신당했다는 배후중상설의 발생에 기여했다.

## 내용주
1. ↑  Edmonds & Maxwell-Hyslop 1947, 1–2쪽.
2. ↑  Sheffield 2011, 318쪽.
3. ↑  Edmonds & Maxwell-Hyslop 1947, 269–271쪽.
4. ↑  Sheffield 2011, 329쪽.
5. ↑  AFGG 1928a, 310쪽.
6. ↑  AFGG 1928a, 311–318쪽.
7. ↑  Osprey Publishing, The Belgian Army in World War I (2009) pp. 36–37